# Olympische Sommerspiele 2016/Teilnehmer (Nordkorea)
| Gelbes Symbol für Goldmedaillen mit stilisierten Olympischen Ringen | Graues Symbol für Silbermedaillen mit stilisierten Olympischen Ringen | Braundes Symbol für Bronzemedaillen mit stilisierten Olympischen Ringen |
| ------------------------------------------------------------------- | --------------------------------------------------------------------- | ----------------------------------------------------------------------- |
| 2                                                                   | 3                                                                     | 2                                                                       |

Nordkorea nahm an den Olympischen Spielen 2016 in Rio de Janeiro teil. Es war die insgesamt zehnte Teilnahme an Olympischen Sommerspielen. Das Olympic Committee of the Democratic People’s Republic of Korea nominierte 35 Athleten in neun Sportarten.
Im Medaillenspiegel belegte Nordkorea den 34. Rang. Olympiasieger wurden die Gewichtheberin Rim Jong-sim und der Turner Ri Se-gwang.

## Teilnehmer nach Sportarten

### Bogenschießen
| Athleten   | Wettbewerb | Qualifikation | Qualifikation | 1. Runde      | 1. Runde | 2. Runde            | 2. Runde | Achtelfinale  | Achtelfinale | Viertelfinale | Viertelfinale | Halbfinale    | Halbfinale    | Finale        | Finale        | Rang          |
| Athleten   | Wettbewerb | Ringe         | Rang          | Gegner        | Ergebnis | Gegner              | Ergebnis | Gegner        | Ergebnis     | Gegner        | Ergebnis      | Gegner        | Ergebnis      | Gegner        | Ergebnis      | Rang          |
| ---------- | ---------- | ------------- | ------------- | ------------- | -------- | ------------------- | -------- | ------------- | ------------ | ------------- | ------------- | ------------- | ------------- | ------------- | ------------- | ------------- |
| Frauen     |            |               |               |               |          |                     |          |               |              |               |               |               |               |               |               |               |
| Kang Un-ju | Einzel     | 643           | 15            | Sarah Nikitin | 6–0      | Christine Bjerendal | 6–2      | Chang Hye-jin | 2–6          | ausgeschieden | ausgeschieden | ausgeschieden | ausgeschieden | ausgeschieden | ausgeschieden | ausgeschieden |

### Gewichtheben
| Athleten        | Wettbewerb        | Reißen  | Reißen | Stoßen  | Stoßen | Zweikampf | Zweikampf | Rang   |
| Athleten        | Wettbewerb        | Gewicht | Rang   | Gewicht | Rang   | Gewicht   | Rang      | Rang   |
| --------------- | ----------------- | ------- | ------ | ------- | ------ | --------- | --------- | ------ |
| Frauen          |                   |         |        |         |        |           |           |        |
| Choe Hyo-sim    | Klasse bis 63 kg  | 105 kg  | 3      | 143 kg  | 2      | 248 kg    | 2         | Silber |
| Rim Jong-sim    | Klasse bis 75 kg  | 121 kg  | 1      | 153 kg  | 1      | 274 kg    | 1         | Gold   |
| Kim Kuk-hyang   | Klasse über 75 kg | 131 kg  | 1      | 175 kg  | 2      | 306 kg    | 2         | Silber |
| Männer          |                   |         |        |         |        |           |           |        |
| Om Yun-chol     | Klasse bis 56 kg  | 134 kg  | 2      | 169 kg  | 2      | 303 kg    | 2         | Silber |
| Kim Myong-hyok  | Klasse bis 69 kg  | 157 kg  | 3      | 196 kg  | DNF    | DNF       | DNF       | DNF    |
| Kwon Yong-gwang | Klasse bis 69 kg  | 137 kg  | 16     | 176 kg  | 11     | 313 kg    | 14        | 14     |
| Choe Jon-wi     | Klasse bis 77 kg  | 153 kg  | 8      | 190 kg  | 8      | 343 kg    | 8         | 8      |

### Judo
| Athleten      | Wettbewerb | 1. Runde   | 1. Runde         | 2. Runde                                 | 2. Runde                                 | Viertelfinale                            | Viertelfinale                            | Halbfinale / Trostrunde                  | Halbfinale / Trostrunde                  | Finale / Platz 3                         | Finale / Platz 3                         | Rang                                     |
| Athleten      | Wettbewerb | Gegner     | Ergebnis         | Gegner                                   | Ergebnis                                 | Gegner                                   | Ergebnis                                 | Gegner                                   | Ergebnis                                 | Gegner                                   | Ergebnis                                 | Rang                                     |
| ------------- | ---------- | ---------- | ---------------- | ---------------------------------------- | ---------------------------------------- | ---------------------------------------- | ---------------------------------------- | ---------------------------------------- | ---------------------------------------- | ---------------------------------------- | ---------------------------------------- | ---------------------------------------- |
| Frauen        |            |            |                  |                                          |                                          |                                          |                                          |                                          |                                          |                                          |                                          |                                          |
| Kim Sol-mi    | bis 48 kg  | I. Dolgova | 000s1:010        | ausgeschieden                            | ausgeschieden                            | ausgeschieden                            | ausgeschieden                            | ausgeschieden                            | ausgeschieden                            | ausgeschieden                            | ausgeschieden                            | 17                                       |
| Sol Kyong     | bis 78 kg  | Freilos    | Freilos          | A. Tcheuméo                              | 000s0:100s1                              | ausgeschieden                            | ausgeschieden                            | ausgeschieden                            | ausgeschieden                            | ausgeschieden                            | ausgeschieden                            | 9                                        |
| Männer        |            |            |                  |                                          |                                          |                                          |                                          |                                          |                                          |                                          |                                          |                                          |
| Hong Kuk-hyon | bis 73 kg  | P. Duprat  | 000s1:100s1 (GS) | ausgeschieden in der Qualifikationsrunde | ausgeschieden in der Qualifikationsrunde | ausgeschieden in der Qualifikationsrunde | ausgeschieden in der Qualifikationsrunde | ausgeschieden in der Qualifikationsrunde | ausgeschieden in der Qualifikationsrunde | ausgeschieden in der Qualifikationsrunde | ausgeschieden in der Qualifikationsrunde | ausgeschieden in der Qualifikationsrunde |

### Leichtathletik
Laufen und Gehen 
| Athleten      | Wettbewerb | Runde 1 | Runde 1 | Halbfinale | Halbfinale | Finale    | Finale | Rang |
| Athleten      | Wettbewerb | Zeit    | Rang    | Zeit       | Rang       | Zeit      | Rang   | Rang |
| ------------- | ---------- | ------- | ------- | ---------- | ---------- | --------- | ------ | ---- |
| Frauen        |            |         |         |            |            |           |        |      |
| Kim Hye-gyong | Marathon   | –       | –       | –          | –          | 2:28:36 h | 11     | 11   |
| Kim Hye-song  | Marathon   | –       | –       | –          | –          | 2:28:36 h | 10     | 10   |
| Kim Kum-ok    | Marathon   | –       | –       | –          | –          | 2:38:24 h | 49     | 49   |
| Männer        |            |         |         |            |            |           |        |      |
| Pak Chol      | Marathon   | –       | –       | –          | –          | 2:15:27 h | 27     | 27   |

### Ringen
| Athleten                         | Wettbewerb       | 1. Runde          | 1. Runde | Achtelfinale    | Achtelfinale  | Viertelfinale      | Viertelfinale | Halbfinale    | Halbfinale    | Hoffnungsrunde Viertelfinale | Hoffnungsrunde Viertelfinale | Hoffnungsrunde Halbfinale | Hoffnungsrunde Halbfinale | Hoffnungsrunde Finale | Hoffnungsrunde Finale | Finale        | Finale        | Rang |
| Athleten                         | Wettbewerb       | Gegner            | Ergebnis | Gegner          | Ergebnis      | Gegner             | Ergebnis      | Gegner        | Ergebnis      | Gegner                       | Ergebnis                     | Gegner                    | Ergebnis                  | Gegner                | Ergebnis              | Gegner        | Ergebnis      | Rang |
| -------------------------------- | ---------------- | ----------------- | -------- | --------------- | ------------- | ------------------ | ------------- | ------------- | ------------- | ---------------------------- | ---------------------------- | ------------------------- | ------------------------- | --------------------- | --------------------- | ------------- | ------------- | ---- |
| Freistil Frauen                  |                  |                   |          |                 |               |                    |               |               |               |                              |                              |                           |                           |                       |                       |               |               |      |
| Kim Hyon-gyong                   | Klasse bis 48 kg | Milana Dadaschewa | 1:3      | ausgeschieden   | ausgeschieden | ausgeschieden      | ausgeschieden | ausgeschieden | ausgeschieden | ausgeschieden                | ausgeschieden                | ausgeschieden             | ausgeschieden             | ausgeschieden         | ausgeschieden         | ausgeschieden | ausgeschieden | 13   |
| Jong Myong-suk                   | Klasse bis 53 kg | Jillian Gallays   | 4:0      | Bediha Gün      | 4:0           | Helen Maroulis     | 1:3           | ausgeschieden | ausgeschieden | Freilos                      | Freilos                      | Zhong Xuechun             | 1:3                       | ausgeschieden         | ausgeschieden         | ausgeschieden | ausgeschieden | 7    |
| griechisch-römischer Stil Männer |                  |                   |          |                 |               |                    |               |               |               |                              |                              |                           |                           |                       |                       |               |               |      |
| Yun Won-chol                     | Klasse bis 59 kg | Freilos           | Freilos  | Haithem Mahmoud | 3:1           | Elmurat Tasmuradov | 0:4           | ausgeschieden | ausgeschieden | ausgeschieden                | ausgeschieden                | ausgeschieden             | ausgeschieden             | ausgeschieden         | ausgeschieden         | ausgeschieden | ausgeschieden | 10   |
| Freistil Männer                  |                  |                   |          |                 |               |                    |               |               |               |                              |                              |                           |                           |                       |                       |               |               |      |
| Jong Hak-jin                     | Klasse bis 57 kg | Rei Higuchi       | 1:4      | ausgeschieden   | ausgeschieden | ausgeschieden      | ausgeschieden | ausgeschieden | ausgeschieden | Asadulla Lachinau            | 3:1                          | Yowlys Bonne              | 1:4                       | ausgeschieden         | ausgeschieden         | ausgeschieden | ausgeschieden | 8    |

### Schießen
| Athleten     | Wettbewerb             | Qualifikation   | Qualifikation | Halbfinale      | Halbfinale    | Finale          | Finale        | Ringe/ Scheiben | Rang   |
| Athleten     | Wettbewerb             | Ringe/ Scheiben | Rang          | Ringe/ Scheiben | Rang          | Ringe/ Scheiben | Rang          | Ringe/ Scheiben | Rang   |
| ------------ | ---------------------- | --------------- | ------------- | --------------- | ------------- | --------------- | ------------- | --------------- | ------ |
| Frauen       |                        |                 |               |                 |               |                 |               |                 |        |
| Jo Yong-suk  | Luftpistole 10 Meter   | 381             | 12            | –               | –             | ausgeschieden   | ausgeschieden | 381             | 12     |
| Jo Yong-suk  | Sportpistole 25 Meter  | 582             | 6             | 12              | 7             | ausgeschieden   | ausgeschieden | 594             | 7      |
| Pak Yong-hui | Trap                   | 65              | 12            | ausgeschieden   | ausgeschieden | ausgeschieden   | ausgeschieden | 65              | 12     |
| Männer       |                        |                 |               |                 |               |                 |               |                 |        |
| Kim Jong-su  | Luftpistole 10 Meter   | 575             | 27            | –               | –             | ausgeschieden   | ausgeschieden | 575             | 27     |
| Kim Song-guk | Luftpistole 10 Meter   | 577             | 17            | –               | –             | ausgeschieden   | ausgeschieden | 577             | 17     |
| Kim Jong-su  | Freie Pistole 50 Meter | 548             | 24            | ausgeschieden   | ausgeschieden | ausgeschieden   | ausgeschieden | 548             | 24     |
| Kim Song-guk | Freie Pistole 50 Meter | 557             | 5             | –               | –             | 172,8           | 3             | 729,8           | Bronze |

### Tischtennis
| Athleten                            | Wettbewerb | 1. Runde   | 1. Runde | 2. Runde             | 2. Runde | 3. Runde        | 3. Runde | 4. Runde    | 4. Runde | Viertelfinale | Viertelfinale | Halbfinale    | Halbfinale    | Finale        | Finale        | Rang          |
| Athleten                            | Wettbewerb | Gegner     | Ergebnis | Gegner               | Ergebnis | Gegner          | Ergebnis | Gegner      | Ergebnis | Gegner        | Ergebnis      | Gegner        | Ergebnis      | Gegner        | Ergebnis      | Rang          |
| ----------------------------------- | ---------- | ---------- | -------- | -------------------- | -------- | --------------- | -------- | ----------- | -------- | ------------- | ------------- | ------------- | ------------- | ------------- | ------------- | ------------- |
| Frauen                              |            |            |          |                      |          |                 |          |             |          |               |               |               |               |               |               |               |
| Kim Song-i                          | Einzel     | Freilos    | Freilos  | Katarzyna Grzybowska | 4:0      | Kasumi Ishikawa | 4:3      | Chen Szu-yu | 4:2      | Yu Mengyu     | 4:2           | Ding Ning     | 1:4           | Ai Fukuhara   | 4:1           | Bronze        |
| Ri Myong-sun                        | Einzel     | Freilos    | Freilos  | Petra Lovas          | 4:1      | Petrissa Solja  | 4:0      | Ai Fukuhara | 0:4      | ausgeschieden | ausgeschieden | ausgeschieden | ausgeschieden | ausgeschieden | ausgeschieden | ausgeschieden |
| Kim Song-i Ri Mi-gyong Ri Myong-sun | Mannschaft | Australien | 3:0      | –                    | –        | –               | –        | –           | –        | China         | 0:3           | ausgeschieden | ausgeschieden | ausgeschieden | ausgeschieden | ausgeschieden |

### Turnen

#### Gerätturnen
| Athleten     | Wettbewerb | Qualifikation | Qualifikation | Finale        | Finale        | Rang |
| Athleten     | Wettbewerb | Punkte        | Rang          | Punkte        | Rang          | Rang |
| ------------ | ---------- | ------------- | ------------- | ------------- | ------------- | ---- |
| Frauen       |            |               |               |               |               |      |
| Hong Un-jong | Sprung     | 15,683        | 2             | 14,900        | 6             | 6    |
| Hong Un-jong | Boden      | 12,533        | 71            | ausgeschieden | ausgeschieden | 71   |
| Männer       |            |               |               |               |               |      |
| Ri Se-gwang  | Sprung     | 15,433        | 1             | 15,691        | 1             | Gold |

### Wasserspringen
| Athleten                 | Wettbewerb            | Vorkampf | Vorkampf | Halbfinale    | Halbfinale    | Finale        | Finale        | Rang |
| Athleten                 | Wettbewerb            | Punkte   | Rang     | Punkte        | Rang          | Punkte        | Rang          | Rang |
| ------------------------ | --------------------- | -------- | -------- | ------------- | ------------- | ------------- | ------------- | ---- |
| Frauen                   |                       |          |          |               |               |               |               |      |
| Kim Kuk-hyang            | Turmspringen 10 m     | 263,20   | 25       | ausgeschieden | ausgeschieden | ausgeschieden | ausgeschieden | 25   |
| Kim Un-hyang             | Turmspringen 10 m     | 289,45   | 18       | 343,70        | 5             | 357,90        | 7             | 7    |
| Kim Kuk-hyang Kim Mi-rae | Synchronspringen 10 m | –        | –        | –             | –             | 322,44        | 4             | 4    |